# HDD Olimpija Ljubljana
Pour les articles homonymes, voir HDD.
Le HDD Tilia Olimpija Ljubljana (HDD pour Hokejsko drsalno društvo) est un club de hockey sur glace de Ljubljana en Slovénie qui évolue dans le Championnat d'Autriche de hockey sur glace et dans championnat de Slovénie.

## Historique
Le club est créé en 1929 sous le nom de SK Ilrija mais cesse ses activités en 1942. En 1945, le HK Udarnik prend la suite, puis en un an plus tard le HK Triglav, en 1947, le HK Enotnost. En 1948, il prend le nom de HK Ljubljana jusqu'en 1962 pour devenir le HK Olimpija Ljubljana. Depuis 2001, il est renommé HDD Olimpija Ljubljana. Le club a remporté
à 24 reprises le Državno Prvenstvo, le championnat national. En 2008, pour sa première saison dans le Championnat d'Autriche, l'équipe s'incline en finale face au EC Red Bull Salzbourg. La même année, il prend le nom de HDD Tilia Olimpija. Le début de la seconde saison en Autriche est difficile. L'entraîneur Mike Posma est alors remplacé par Randy Edmonds.
Le club cesse ses activités à la fin de la saison 2016-2017. Un nouveau club le remplace le HK Olimpija.

## Palmarès
- Championnat de Yougoslavie (13)
  - Champion en 1984, 1983, 1980, 1979, 1976, 1975, 1974, 1972, 1941, 1940, 1939, 1938, 1937.
- Championnat de Slovénie (15)
  - Champion en 2016, 2014, 2013, 2012, 2007, 2004, 2003, 2002, 2001, 2000, 1999, 1998, 1997, 1996, 1995
- Coupe de Slovénie (1)
  - Vainqueur en 2016
- Interliga (2)
  - Vainqueur en 2002, 2001

## Saisons en Autriche
Note : PJ : parties jouées, V : victoires, VP : victoires en prolongation ou en fusillade, D : défaites, N : matchs nuls, DP : défaite en prolongation, DP : défaite en prolongation ou en fusillade, Pts : Points, BP : buts pour, BC : buts contre.
| Saison    | PJ | V  | VP | N | DP | D  | BP  | BC  | Pts | Classement                       | Séries éliminatoires |
| --------- | -- | -- | -- | - | -- | -- | --- | --- | --- | -------------------------------- | --- |
| 2010-2011 | 54 | 19 | 5  | - | 5  | 25 | 165 | 197 | 53  | 7e/10 place                      | EC Red Bull Salzbourg 4-1 (quart de finale) |
| 2009-2010 | 54 | 15 | 1  | - | 5  | 33 | 141 | 211 | 37  | 10e/10 place                     | Non qualifié |
| 2008-2009 | 54 | 17 | 11 | - | -  | 37 | 131 | 200 | 41  | 10e/10 place                     | Non qualifié |
| 2007-2008 | 36 | 17 | 5  | - | 3  | 19 | 108 | 107 | 37  | 8e/10 place de la première phase | 1e/4 place de la poule de qualification EC Klagenfurt AC 3-0 (quart de finale) EHC Liwest Linz 4-2 (demi-finale) EC Red Bull Salzbourg 3-0 (finale) |